# Кацало
Кацало (груз. კაწალო) — село в Грузии, на территории Тианетского муниципалитета края (мхаре) Мцхета-Мтианети.

## География
Село находится в центральной части Грузии, на левом берегу реки Сагами (левый приток реки Иори), на расстоянии приблизительно 2 километров (по прямой) к востоко-северо-востоку от посёлка городского типа Тианети, административного центра муниципалитета.

## Население
По результатам официальной переписи населения 2014 года в Кацало проживало 5 человек (3 мужчины и 2 женщины). В национальной структуре населения грузины составляли 100 %.